# Outsider (album, Three Days Grace)
Outsider je šesté studiové album kanadské rockové kapely Three Days Grace. Bylo vydáno 9. března 2018 prostřednictvím RCA Records. Album produkovali dva předchozí producenti kapely, Gavin Brown a Howard Benson, ale také samotní členové kapely. Jedná se o druhé album, na kterém se jako hlavní zpěvák podílel Matt Walst.

## Pozadí alba
Po skončení turné k albu Human z roku 2015 se kapela rozhodla vzít si volno, aby mohla pracovat na dalším albu. Aby toho dosáhla, strávila skupina rok psaním na venkovských pozemcích, které vlastnili Neil Sanderson a basista Brad Walst. První skladbou, kterou napsali, byl hlavní singl alba „The Mountain“. Podle Brada Walsta skupina napsala a nahrála asi 20 skladeb.
Hlavní zpěvák Matt Walst se mnohem více podílel na skládání písní a celé koncepci než na albu Human, které bylo jeho prvním od jeho příchodu do kapely v roce 2013. Album bylo ovlivněno albem That's the Spirit kapely Bring Me the Horizon z roku 2015.

## Seznam skladeb
| Pořadí         | Název                   | Délka |
| -------------- | ----------------------- | ----- |
| 1.             | Right Left Wrong        | 3:56  |
| 2.             | The Mountain            | 3:18  |
| 3.             | I Am an Outsider        | 2:42  |
| 4.             | Infra-Red               | 3:50  |
| 5.             | Nothing to Lose but You | 2:52  |
| 6.             | Me Against You          | 3:29  |
| 7.             | Love Me or Leave Me     | 3:04  |
| 8.             | Strange Days            | 3:10  |
| 9.             | Villain I'm Not         | 2:55  |
| 10.            | Chasing the First Time  | 2:55  |
| 11.            | The New Real            | 3:00  |
| 12.            | The Abyss               | 4:09  |
| Celková délka: | Celková délka:          | 39:20 |

## Obsazení

### Three Days Grace
- Matt Walst – zpěv, rytmická kytara
- Barry Stock – sólová kytara
- Brad Walst – basová kytara
- Neil Sanderson – bicí, doprovodné vokály, klavír, programování

#### Ostatní hudebníci
- Rhys Fulber – programování

## Ohlasy
Album debutovalo na 24. místě žebříčku Billboard 200 a během prvního týdne se v USA prodalo 17 000 kopií. Album se také umístilo na devátém místě Canadian Albums Chart.